# ガーエン
ガーエン（ペルシア語: قائن）は、イランの南ホラーサーン州にある都市で、ガーエン郡の郡都。
人口は、2006年国勢調査では3万2474人（8492世帯）、2011年国勢調査では4万226人（1万473世帯）、2016年国勢調査では4万2323人（1万1920世帯）であった。

## 歴史
中世ペルシャの古文書「イラン諸州の都」のなかに言及がみられ、それによると1588年にシネード・ニノー・キトプが建都した。